# Нулевой фокус
«Нулевой фокус» (яп. ゼロの焦点: дзэро-но сётэн; англ. The Chase) — японский чёрно-белый фильм, снятый в жанре криминальной драмы режиссёром Ёситаро Номура в 1961 году. Экранизация романа Сэйтё Мацумото. 

## Сюжет
Конец 1950-х годов. История начинается в Токио с показа новобрачной Тэйко, которая говорит нам голосом за кадром о том, что она была замужем неделю. Её жених Кэнъити, успешный управляющий рекламным агентством, был переведён  руководством в головной офис компании в Токио. Однако, прежде чем приступить к своим новым обязанностям ему предстоит съездить на прежнее место работы в городе Канадзава, находящемся на отдалённом полуострове Ното, для того чтобы передать дела. Своей молодой жене он обещает вернуться буквально через три дня. Дни проходят, но он всё не возвращается и Тэйко начинает беспокоиться. Только сейчас она осознаёт, что толком ничего и не знает о его прошлом. 
Тэйко наводит справки в его компании, но там также удивлены его внезапным исчезновением. В руководстве компании принимают решение отправить вместе с Тэйко одного из работников в Канадзаву, чтобы попытаться найти пропавшего. Там они заручаются помощью местной полиции, от которой впрочем, мало пользы. Вскоре  убивают Сотаро, старшего брата её пропавшего мужа, приехавшего также прояснить ситуацию. В полиции уверены, что её погибший муж жил на две семьи, и приехав в Канадзаву, он пытался порвать со своей бывшей гражданской женой Хисако. Но, запутавшись в своих любовных взаимоотношениях, Кэнъити принял решение покончить с собой, бросившись с крутого утёса в океанскую пучину. Однако эта версия полиции не устраивает Тэйко, которая чувствует, что её супруг не мог совершить самоубийство. Тэйко более чем уверена, что его убили.
Копая глубже в прошлом своего мужа, Тэйко выходит на след женщины, у которой, как она думает, была причина для убийства Кэнъити. Спустя год Тэйко возвращается в Канадзаву для того, чтобы встретиться с этой женщиной, которую зовут Сатико Мурота. Она является женой крупного местного бизнесмена, но как подозревает Тэйко, тайна незавидного прошлого этой дамы и толкнула её на преступление. 

## В ролях
- Ёсико Куга — Тэйко Ухара
- Хидзуру Такатихо — Сатико Мурота
- Инэко Арима — Хисако Танума
- Кодзи Намбара — Кэнъити Ухара
- Ко Нисимура — Сотаро Ухара, старший брат Кэнъити
- Садако Савамура — жена Сотаро Ухары
- Ёси Като — господин Мурота, муж Сатико
- Тацуо Нагаи — лейтенант Китамура
- Акио Исоно — лейтенант Хаяма
- Мицуко Сакура — Татикава
- Таканобу Ходзуми — господин Хонда
- Хисао Тоакэ — Саэки
- Тоё Такахаси — госпожа Окадзаки

## Премьеры
— национальная премьера фильма состоялась 19 марта 1961 года.

## Награды и номинации
Кинопремия «Голубая лента»
- 12-я церемония награждения (за 1961 год)[2]

- премия за лучшую женскую роль второго плана — Хидзуру Такатихо (ex aequo: «Женская безнравственность»).

## Ремейк
- 2009 — «Нулевой фокус» / яп. ゼロの焦点: дзэро-но сётэн (режиссёр Иссин Инудё, роль главной героини, которую из Тэйко в новой версии переименовали в Садако исполнила популярная актриса и певица Рёко Хиросуэ, известная миру главным образом по фильму Люка Бессона «Васаби»).